# Serpentindrongo
Serpentindrongo (Dicrurus megarhynchus) är en fågel i familjen drongor inom ordningen tättingar.

## Kännetecken

### Utseende
Serpentindrongon är en glansigt helsvart fågel med lång och kluven stjärt som är försedd med mycket långa och vridna yttre stjärtpennor. Dessa kan dock vara skadade eller helt frånvarande. Fjäderdräkten är enhetligt svart med blå glans, framför allt på häjssa, vingar och stjärt. Vidare syns små blå fläckar på hals och bröst samt rött öga. Kroppslängden är 40–63 inklusive "serpentinstjärten". 

### Läte
Arten är ljudlig, med raspiga och skriande "schrEER EEER", hårda men melodiösa "sch-sch-brip", både enkla och tvåstaviga böjda visslingar, ljusa flöjtande toner och skallrande "ch-ch-ch".

## Utbredning och systematik
Fågeln förekommer endast på ön Nya Irland (östra Bismarckarkipelagen). Den behandlas som monotypisk, det vill säga att den inte delas in i några underarter.

## Status och hot
Arten har ett litet utbredningsområde och tros minska i antal, dock inte tillräckligt kraftigt för att den ska betraktas som hotad. Internationella naturvårdsunionen IUCN listar arten som nära hotad (LC). Beståndet är relativt stort, uppskattat till mellan 100 000 och en halv miljon vuxna individer.